# Julie d'Andurain
Pour les articles homonymes, voir Andurain.
Julie d’Andurain (née en mai 1968) est une historienne française, professeur à l'université de Lorraine à Metz, spécialiste de la période coloniale et de l'histoire des conflits aux XIXe – XXIe siècles, en Afrique et dans le monde arabe.

## Biographie
Issue d'une famille du Pays basque, elle est la petite-fille de Marga d’Andurain (1893-1948), dont les aventures en Orient ont marqué les chroniques de l’entre-deux-guerres, puis de la Libération , et la fille cadette de Jacques d’Andurain (1916-2016), engagé précocement dans la Résistance auprès du résistant communiste Pierre Georges (dit le « colonel Fabien ») avant qu’il ne rejoigne le mouvement Libération-Sud .

### Carrière
Agrégée et docteur en histoire de l'université Paris-Sorbonne, elle a d'abord été enseignante dans le secondaire et chargée de cours à la Sorbonne. Après un détachement comme enseignant-chercheur à l’École militaire à Paris, elle est devenue professeur des universités à l'Université de Lorraine en 2017. Son laboratoire est le Centre de recherche universitaire lorrain d'histoire, CRULH, où on peut trouver la liste de ses publications.

### Activités de recherche
Elle est membre du bureau de la Société française d’histoire d’outre-mer qui publie chaque année deux numéros d’Outre-Mers. Revue d’histoire coloniale et impériale ; membre du bureau de Guerres mondiales et conflits contemporains et de celui de la Revue historique des armées, et membre titulaire de l'Académie des Sciences d'outre-Mer.

## Apport à l'histoire
En 1999, elle apprend que les archives privées du général Gouraud viennent d'être déposées aux archives diplomatiques du Quai d’Orsay. Ce fonds représente alors près de 200 cartons d’archives (550 en 2022), dont 14 000 photographies. Il est à l'origine de son diplôme d'études approfondies (DEA), puis de recherches pour sa thèse.

### Colonialisme et impérialisme
Julie d'Andurain soutient sa thèse en 2009 à La Sorbonne sous la direction du Pr. Jacques Frémeaux : Le général Gouraud, un colonial dans la Grande Guerre. En 2012, elle publie un premier ouvrage sur le premier temps de la carrière d'Henri Gouraud, alors capitaine, quand il opérait en Afrique : La capture de Samory (1898). L'achèvement de la conquête de l'Afrique de l'Ouest. Ce travail fait le point sur l'apport archivistique du fonds Gouraud - au regard du travail de recherche d'Yves Person - et sur le contexte historique ayant entraîné l’affrontement des empires : les empires africains des Toucouleurs et de Samory d’une part, et les empires coloniaux français et britanniques d’autre part. Elle poursuit dans les années suivantes son travail sur Henri Gouraud, publie en 2016 un ouvrage révélant la richesse du fonds photographique Gouraud, déposé aux archives des Affaires étrangers et prolonge son travail de recherche par une Habilitation sur les « troupes coloniales, outil politique et militaire (1870-1962) », Sorbonne (2016). En 2022, elle publie la première biographie complète du général Gouraud aux éditions Perrin. En 2024, elle publie son HDR : Les troupes coloniales, outil politique et militaire (1870-1962), chez Passés Composés. 

### Polémique à propos du Rwanda
En avril 2019, elle rejoint la Commission de recherche sur les archives françaises relatives au Rwanda et au génocide des Tutsi (1990-1994). En novembre 2020, une polémique a lieu à propos de l'opération Turquoise. Raphaël Doridant, François Graner, Alain Gabet et Sébastien Jahan, proches de La France insoumise, reprochent à Julie d'Andurain d'être « une historienne proche de l'armée française »,. Peu après, Vincent Duclert, le président de la commission, déclare que Julie d'Andurain s'est « mise en retrait » de la commission le 25 août 2020, soit avant la polémique,,,.

## Publications

### Ouvrages
- La capture de Samory, 1898 : l'achèvement de la conquête de l'Afrique de l'Ouest, Saint-Cloud, Soteca, 2012.
- Henri Gouraud, photographies d'Afrique et d'Orient, trésors des archives du Quai d'Orsay, Paris, Éditions Pierre de Taillac, 2016.
- Colonialisme ou impérialisme ? Le parti colonial en pensée et en action, Paris, Hémisphères éditions Zellige, 2017
- Marga d’Andurain 1893-1948 : une passion pour l’Orient, Le mari passeport, Paris, Maisonneuve et Larose, 2019 .
- Le général Gouraud :un destin hors du commun de l'Afrique au Levant, Paris, Perrin, 2022.
- Les troupes coloniales: une histoire politique et militaire, Paris, Passés/Composés, 2024, 400 p. (ISBN 979-1-0404-0283-1)

## Décorations et distinctions
- Chevalier de l'ordre national du Mérite (nomination le 15 mai 2025)[21]
- Chevalier de l'ordre des Palmes académiques
- Insigne d'historienne de l'armée de terre, échelon or[22].
- Prix d’Encouragement à la recherche de l’Académie des sciences d’outre-mer, 2017.

Le 17 mai 2019, elle est élue membre titulaire de la seconde section de l'Académie des Sciences d'Outre-Mer.